# Шварц, Том
Том Шварц (нем. Tom Schwarz; род. 29 мая 1994, Галле, Саксония-Анхальт, Германия) — немецкий боксёр-профессионал, выступающий в бриджервейте и тяжёлой весовой категории. Трёхкратный призёр национального чемпионата Германии среди юниоров в любителях. Среди профессионалов бывший чемпион по версиям IBF International (2019—2020) и WBO Inter-Continental (2017—2019), чемпион Германии по версии BDB (2018), чемпион мира среди молодёжи по версиям WBC (2016—2017) и WBO (2015—2017) в тяжёлом весе.
Лучшая позиция по рейтингу BoxRec — 12-я (март 2019) и являлся 1-м среди немецких боксёров тяжёлой весовой категории, а по рейтингам основных международных боксёрских организаций занимал: 2-ю строчку рейтинга WBO, и 9-ю строку рейтинга IBF, — входя в ТОП-15 лучших тяжеловесов всего мира.

## Любительская карьера
Том Шварц начал заниматься боксом с 12 лет. В любителях провёл 50 боёв — из которых выиграл 43 боя, а в 7 боях потерпел поражение. Является трёхкратным призёром национального чемпионата Германии среди юниоров.

## Профессиональная карьера
В 2013 году, в 19-летнем возрасте, Том принял решение перейти в профессионалы и подписал контракт с немецкой промоутерской компанией SES Boxing, которой управляет Ульф Штайнфорт, и которая продвигала таких чемпионом как: Роберт Штиглиц, Ян Завек, Лукаш Конечны, Агит Кабайел, Доминик Бёзель и других. Том тренируется в Магдебурге (Германия) под руководством известного тренера — Дирка Дземски.
28 июня 2013 года состоялся дебютный бой Тома Шварца на профессиональном ринге, в котором он победил нокаутом в 1-м же раунде соотечественника Марио Шмидта (3-11).
11 июля 2015 года в своём 13-м бою на профессиональном ринге, в Магдебурге (Германия) Том Шварц победил единогласным решением судей своего соотечественника, опытного выходца из Казахстана Константина Айриха (21-11-2, 17 КО), официальный счёт поединка: 80-72 (дважды) и 80-74.
14 ноября 2015 года в Дессау (Германия) Шварц в 7-м раунде нокаутировал небитого уроженца Казахстана Илью Мезенцева (10-0, 10 KO). В 1-м раунде в нокдауне побывал сам Шварц, но в 3-м и 5-м раундах уже Мезенцев, а в 7-м раунде Шварц серией мощных ударов забил обессилевшего Мезенцева. В результате Том Шварц завоевал вакантный титул чемпиона мира по версии WBO среди молодежи.
4 июня 2016 года Шварц победил единогласным решением судей (счёт: 99-92, 100-90, 99-91) небитого перспективного польского боксёра Денниса Левандовского (9-0, 4 KO), в результате завоевав вакантный титул чемпиона мира по версии WBC среди молодежи и защитив титул чемпиона мира по версии WBO среди молодежи в тяжёлом весе.
22 апреля 2017 года победив боснийца Аднана Редзовича (18-1, 6 KO) нокаутом во 2-м раунде, завоевал вакантный титул чемпиона по версии WBO Inter-Continental в тяжёлом весе.
21 апреля 2018 года в Берлине Том Шварц встретился с грозным небитым немецким боксёром албанского происхождения Сенадом Гаши (16-0, 16 KO). Шварц в бою использовал своё преимущество над Гаши в росте, длине рук и массе тела, стараясь вести вязкий бой в стиле братьев Кличко — делая акцент на защите с обилием клинчей. Невозможность чисто работать и откровенно «подраться» в ринге вывела соперника из психологического равновесия и бой скандально закончился в 6-м раунде, когда Гаши уже в третий раз ударил своего соперника головой — за что и был дисквалифицирован. После чего на ринге началось выяснение отношений и массовая потасовка.
2 марта 2019 года в 24-м своём бою Том неожиданно быстро — во 2-м раунде нокаутировал опытного хорвата Кристиана Крстачича (17-1), и в 4-й раз защитил свой титул чемпиона по версии WBO Inter-Continental.

### Бой с Тайсоном Фьюри
В конце марта 2019 года было объявлено, что 15 июня в Лас-Вегасе (США) состоится бой Тома Шварца с бывшим чемпионом мира, непобеждённым британцем Тайсоном Фьюри (27-0-1, 19 KO). Бой не продлился всю дистанцию. Во-втором раунде точная двойка от Фьюри отправила Шварца в нокдаун. Рефери отсчитал положенный нокдаун, Шварц продолжил бой, но после затяжной безответной серии от британца рефери остановил бой. Победа ТКО 2 за Фьюри.

### После Фьюри
После поражения от Тайсона Фьюри не опустил руки и еще два раза вышел на ринг в 2019 году. В августе победил малоизвестного чеха Радека Варака (6-7), а в сентябре Илью Мезенцева (20-1) за второстепенный титул IBF International Heavy которого уже побеждал нокаутом в 2015 году. В 2020 и 2021 году на ринг не выходил ввиду проблем с законом. В мае 2020 его Шварц сломал челюсть подруге Тессе (тройной перелом). Дело закрыли в ноябре 2021 года. Адвокату удалось убедить суд, что его клиент защищался. При этом Том заплатил 2500 евро

### Возвращение
9 апреля 2022 года в Бранденбурге (Германия) вернулся на ринг против старенького джорнимена-соотечественника Мухаммеда Али Дурмаза (32-31, 30 КО). Шварц победил в первом раунде техническим нокаутом. Намного интереснее было до боя: две обнажённые активистки с призывами «остановите домашнее насилие» и «поддержите Тессу» бросились на Шварца с криками «преступнику здесь нет места». Секьюрити вывели женщин. Организатор шоу принял решение не обращаться в полицию, а Шварц не захотел общаться со СМИ, отказался комментировать инцидент. 

### 2023
23 сентября 2023 года у себя на родине в Магдебурге (Германия) вышел на ринг против украинского джорнимена Константин Довбыщенко. По итогам 10 раундов не без труда смог добиться победы единогласным решением судей: 97-93, 97-93, 97-94
25 ноября 2023 года в Берлине (Германия) провел бой против малоизвестного албанского боксера Кристиана Демая в лимите бриджервейта (до 101,6 кг) и нокаутировал его в 3-м раунде.

## Статистика профессиональных боёв
В таблице перечислены результаты всех поединков боксёров.
В каждой строке указан результат поединка. Дополнительно номер поединка обозначен цветом, который обозначает итог поединка. Расшифровка обозначений и цветов представлена в нижеследующей таблице.
| Пример | Расшифровка                     |
| ------ | ------------------------------- |
|        | Победа                          |
|        | Ничья                           |
|        | Поражение                       |
|        | Планируемый поединок            |
|        | Поединок признан несостоявшимся |
| КО     | Нокаут                          |
| ТКО    | Технический нокаут              |
| PTS    | Решение судей (по очкам)        |
| UD     | Единогласное решение судей      |
| MD     | Решение большинства судей       |
| SD     | Раздельное решение судей        |
| RTD    | Отказ от продолжения боя        |
| DQ     | Дисквалификация                 |
| NC     | Поединок признан несостоявшимся |

| 30 поединков, 29 побед (20 нокаутом), 1 поражение. | 30 поединков, 29 побед (20 нокаутом), 1 поражение. | 30 поединков, 29 побед (20 нокаутом), 1 поражение. | 30 поединков, 29 побед (20 нокаутом), 1 поражение. | 30 поединков, 29 побед (20 нокаутом), 1 поражение. | 30 поединков, 29 побед (20 нокаутом), 1 поражение. | 30 поединков, 29 побед (20 нокаутом), 1 поражение. |
| Бой                                                | Рекорд                                             | Дата боя                                           | Соперник                                           | Место проведения боя                               | Результат                                          | Дополнительно |
| -------------------------------------------------- | -------------------------------------------------- | -------------------------------------------------- | -------------------------------------------------- | -------------------------------------------------- | -------------------------------------------------- | --- |
| 30                                                 | 29-1                                               | 2 ноября 2023                                      | Кристиан Демай (6-2)                               | Verti Music Hall, Берлин, Германия                 | KO 3 (10), 1:14                                    | |
| 29                                                 | 28-1                                               | 23 сентября 2023                                   | Константин Довбыщенко (10-13-1)                    | GETEC Arena, Магдебург, Саксония-Анхальт, Германия | UD 10                                              | |
| 28                                                 | 27-1                                               | 9 апреля 2022                                      | Мухаммед Али Дурмаз (32-30)                        | Stadthalle, Фалькензе, Бранденбург, Германия       | KO 1 (8), 2:40                                     | |
| 27                                                 | 26-1                                               | 28 сентября 2019                                   | Илья Мезенцев (2) (20-1)                           | Stadthalle, Магдебург, Саксония-Анхальт, Германия  | RTD 6 (12), 3:00                                   | Завоевал вакантный титул чемпиона по версии IBF International в тяжёлом весе. |
| 26                                                 | 25-1                                               | 17 августа 2019                                    | Радек Варак (6-7)                                  | Hospudka Eden, Усти-над-Лабем, Чехия               | TKO 1 (6), 1:38                                    | |
| 25                                                 | 24-1                                               | 15 июня 2019                                       | Тайсон Фьюри (27-0-1)                              | MGM Grand, Лас-Вегас, Невада, США                  | TKO 2 (12), 2:56                                   | Потерял титул чемпиона по версии WBO Inter-Continental (5-я защита Шварца) в тяжёлом весе. |
| 24                                                 | 24-0                                               | 2 марта 2019                                       | Кристиан Крстачич (17-1)                           | Магдебург, Саксония-Анхальт, Германия              | KO 2 (10), 2:45                                    | Защитил титул чемпиона по версии WBO Inter-Continental (4-я защита Шварца) в тяжёлом весе. |
| 23                                                 | 23-0                                               | 17 ноября 2018                                     | Кристиан Левандовский (12-2)                       | Дессау, Саксония-Анхальт, Германия                 | TKO 6 (10), 2:15                                   | |
| 22                                                 | 22-0                                               | 15 сентября 2018                                   | Хулиан Фернандес (11-0)                            | Магдебург, Саксония-Анхальт, Германия              | KO 2 (12), 2:33                                    | Защитил титул чемпиона по версии WBO Inter-Continental (3-я защита Шварца) в тяжёлом весе. |
| 21                                                 | 21-0                                               | 21 апреля 2018                                     | Сенад Гаши (16-0)                                  | Берлин, Германия                                   | DQ 6 (12), 1:12                                    | Защитил титулы чемпиона по версии WBO Inter-Continental (2-я защита Шварца) и чемпиона Германии в тяжёлом весе.                                                                                |
| 20                                                 | 20-0                                               | 3 февраля 2018                                     | Самир Небо (10-1-1)                                | Галле, Саксония-Анхальт, Германия                  | TKO 4 (12), 1:50                                   | Защитил титул чемпиона по версии WBO Inter-Continental (1-я защита Шварца) и завоевал вакантный титул чемпиона Германии по версии BDB в тяжёлом весе.                                          |
| 19                                                 | 19-0                                               | 22 апреля 2017                                     | Аднан Реджович (18-1)                              | Эрфурт, Тюрингия, Германия                         | KO 2 (10), 2:54                                    | Завоевал вакантный титул чемпиона по версии WBO Inter-Continental в тяжёлом весе. |
| 18                                                 | 18-0                                               | 11 марта 2017                                      | Ивица Бачурин (26-10-1)                            | Прага, Чехия                                       | UD 8                                               | Счёт: 78-77 77-75 77-74. |
| 17                                                 | 17-0                                               | 4 июня 2016                                        | Деннис Левандовский (9-0)                          | Магдебург, Германия                                | UD 10                                              | Счёт: 100-90, 99-91, 99-92. Завоевал вакантный титул чемпиона мира по версии WBC среди молодежи и защитил титул чемпиона мира по версии WBO среди молодежи (2-я защита Шварца) в тяжёлом весе. |
| 16                                                 | 16-0                                               | 5 марта 2016                                       | Гогита Горгиладзе (28-10)                          | Плзень, Чехия                                      | TKO 1 (10), 2:58                                   | Защитил титул чемпиона мира по версии WBO среди молодежи в тяжёлом весе (1-я защита Шварца).                                                                                                   |
| 15                                                 | 15-0                                               | 14 ноября 2015                                     | Илья Мезенцев (10-0)                               | Дессау, Германия                                   | KO 7 (10), 1:25                                    | Завоевал вакантный титул чемпиона мира по версии WBO среди молодежи в тяжёлом весе. |
| 14                                                 | 14-0                                               | 19 сентября 2015                                   | Гезим Тахири (11-1)                                | Лейпциг, Германия                                  | RTD 3 (6), 3:00                                    | |
| 13                                                 | 13-0                                               | 11 июля 2015                                       | Константин Айрих (21-11-2)                         | GETEC Arena, Магдебург, Германия                   | UD 8                                               | Счёт: 78-74, 80-72 (дважды). |
| 12                                                 | 12-0                                               | 2 мая 2015                                         | Вацлав Пейсар (4-0)                                | Йена, Германия                                     | UD 6                                               | Счёт: 60-55, 60-54, 59-55. |
| 11                                                 | 11-0                                               | 7 марта 2015                                       | Яков Госпич (15-10)                                | Магдебург, Германия                                | TKO 3 (6), 2:32                                    | |
| 10                                                 | 10-0                                               | 20 декабря 2014                                    | Аднан Бухаралия (31-23-2)                          | Мюнхен, Германия                                   | KO 1 (6), 1:04                                     | |
| 9                                                  | 9-0                                                | 2 октября 2014                                     | Томаш Мразек (9-48-6)                              | Мюнхен, Германия                                   | PTS 6                                              | Счёт: 60-53. |
| 8                                                  | 8-0                                                | 26 июля 2014                                       | Олег Лопаев (8-9)                                  | Дессау, Германия                                   | TKO 1 (6), 2:20                                    | |
| 7                                                  | 7-0                                                | 30 мая 2014                                        | Анте Веруника (1-0)                                | Дрезден, Германия                                  | TKO 1 (3), 3:00                                    | |
| 6                                                  | 6-0                                                | 30 мая 2014                                        | Лукаш Филка (6-3)                                  | Дрезден, Германия                                  | TKO 1 (3), 2:04                                    | |
| 5                                                  | 5-0                                                | 28 марта 2014                                      | Франтишек Кинкаль (3-3)                            | Потсдам, Германия                                  | KO 1 (4), 2:18                                     | |
| 4                                                  | 4-0                                                | 1 марта 2014                                       | Янис Гинтерс (5-6)                                 | GETEC Arena, Магдебург, Германия                   | UD 4                                               | Счёт: 40-36 (трижды). |
| 3                                                  | 3-0                                                | 6 декабря 2013                                     | Эдгарс Калнарс (24-26)                             | Франкфурт-на-Одере, Германия                       | UD 4                                               | Счёт: 40-36 (трижды). |
| 2                                                  | 2-0                                                | 19 октября 2013                                    | Павел Нечипоренко (2-8-1)                          | Лейпциг, Германия                                  | TKO 1 (4), 1:30                                    | |
| 1                                                  | 1-0                                                | 28 июня 2013                                       | Марио Шмидт (3-11)                                 | Галле, Германия                                    | KO 1 (4), 0:20                                     | Дебют в профессиональном боксе. |
| Бой                                                | Рекорд                                             | Дата боя                                           | Соперник                                           | Место проведения боя                               | Результат                                          | Дополнительно |

## Особенности стиля
Том Шварц в своём стиле боя постарался взять всё лучшее от стиля братьев Кличко — в бою у него хорошо и постоянно работает жёсткий джеб, в случае опасных сближений с противником он делает акцент на защите с обилием клинчей, его главным оружием является его правая рука — которой он бьёт под разными углами и может нокаутировать как прямым ударом, так и снизу или сбоку. Плюс можно сказать, что Шварц является усовершенствованной версией Кличко — он молод, амбициозен и более мобилен на ногах чем любой из братьев Кличко.